# Elecciones generales de Palaos de 2008
Las novenas elecciones generales de Palaos tuvieron lugar en 2008 para designar al sucesor de Thomas Remengesau, Jr., Presidente de la República, constitucionalmente impedido para presentarse a la reelección por haber estado dos mandatos consecutivos en la presidencia. Sorpresivamente, Johnson Toribiong obtuvo la victoria en segunda vuelta con el 51.12% de los votos, superando a Elias Camsek Chin, que había ganado por escaso margen en primera vuelta. Fueron también elegidos el vicepresidente de la República, los trece miembros del Senado, en el que el presidente saliente, Remengesau, obtuvo un escaño, y los dieciséis miembros de la Cámara de Delegados.
La primera vuelta de las presidenciales se llevó a cabo el 23 de septiembre, mientras que la segunda y las elecciones legislativas se realizaron el 4 de noviembre. Fueron las primeras elecciones en la historia del país en los que los presidentes se presentaron con un compañero de fórmula para la Vicepresidencia, en lugar de que este fuera elegido por voto directo. El vencedor, Toribiong, se definió a sí mismo y a su vicepresidente, Kerai Mariur, como un "equipo de liderazgo nacional".

## Elecciones presidenciales

### Campaña
La campaña electoral se llevó a cabo en todo el país, con los cuatro candidatos y sus compañeros de fórmula haciendo giras en todo Palaos. La campaña también se realizó en los Estados Unidos, Guam, y las Islas Marianas del Norte. Los candidatos eran:
- Camsek Chin: Vicepresidente incumbente, su compañero de fórmula fue Alan R. Seid.
- Johnson Toribiong: Embajador de Palaos ante la República de China (Taiwán), su compañero era el Delegado Kerai Mariur.
- Surangel Whipps: Presidente del Senado, su compañero era Billy Kuartei, Jefe de Personal del presidente.
- Joshua Koshiba: Senador, su compañero era Jackson Ngiraingas, gobernador de Peleliu.

### Resultados
En la primera vuelta de las presidenciales, celebrada el 23 de septiembre, la fórmula Chin-Seid resultó ser la más votada con el 32.95% de los votos, seguida por Toribiong-Mariur que obtuvo el 27.49%, en el tercer y cuarto lugar quedaban Whipps-Kuartei (24.47%) y Koshiba-Ngiraingas (15.10%). Sin embargo, ninguno de los candidatos había obtenido mayoría absoluta, por lo que Chin y Toribiong debían pasar a segunda vuelta.
La segunda vuelta, entre Toribiong y Chin, se llevó a cabo el 4 de noviembre. Al día siguiente, los resultados preliminares mostraban que Toribiong tenía una ventaja de 130 votos sobre Chin, con 1.629 votos contra los 1.499 de Chin. El 7 de noviembre, Toribiong y Mariur fueron declarados vencedores después de que el recuento final de la votación mostró que recibieron 4.942 votos. Chin reconoció el resultado y telefoneó a Toribiong para felicitarlo por el triunfo.
Los nuevos presidente y vicepresidente fueron juramentados el 17 de enero de 2009.
| Resultados de la elección presidencial | Resultados de la elección presidencial | Resultados de la elección presidencial | Resultados de la elección presidencial | Resultados de la elección presidencial | Resultados de la elección presidencial |
| Candidato                              | Compañero de fórmula                   | Primera vuelta                         | Primera vuelta                         | Segunda vuelta                         | Segunda vuelta                         |
| Candidato                              | Compañero de fórmula                   | Votos                                  | Porcentaje                             | Votos                                  | Porcentaje                             |
| -------------------------------------- | -------------------------------------- | -------------------------------------- | -------------------------------------- | -------------------------------------- | -------------------------------------- |
| Johnson Toribiong                      | Kerai Mariur                           | 2.526                                  | 27.49%                                 | 4.942                                  | 51.12%                                 |
| Elias Chin                             | Alan Seid                              | 3.027                                  | 32.95%                                 | 4.726                                  | 48.88%                                 |
| Surangel Whipps                        | Billy Kuartei                          | 2.248                                  | 24.47%                                 |                                        |                                        |
| Joshua Koshiba                         | Jackson Ngiraingas                     | 1.387                                  | 15.10%                                 |                                        |                                        |
| Total                                  | Total                                  | 9.188                                  | 100.00%                                | 9.668                                  | 100.00%                                |

## Elecciones legislativas

### Senado
| Candidato                 | Votos | %     | Posición |
| ------------------------- | ----- | ----- | -------- |
| Surangel Whipps Jr.       | 6.197 | 69.59 | Electo   |
| Raynold Oilouch           | 5.680 | 63.79 | Electo   |
| Mlib Tmetuchel            | 4.766 | 53.52 | Electo   |
| Joel Toribiong            | 4.633 | 52.03 | Electo   |
| Kathy Kesolei             | 4.567 | 51.29 | Electa   |
| Hokkons Baules            | 4.137 | 46.46 | Electo   |
| Adalbert Eledui           | 3.613 | 40.57 | Electo   |
| Regina K. Mesebeluu       | 3.471 | 38.98 | Electa   |
| Alfonso N. Diaz           | 3.283 | 36.87 | Electo   |
| Thomas Remengesau, Jr.    | 3.140 | 35.26 | Electo   |
| Regis Akitaya             | 2.943 | 33.05 | Electo   |
| Paul Ueki                 | 2.673 | 30.02 | Electo   |
| Yukiwo Dengokl            | 2.637 | 29.61 |          |
| Caleb Otto                | 2.604 | 29.24 |          |
| John B. Skebong           | 2.598 | 29.17 |          |
| Adair Sumang              | 2.595 | 29.14 |          |
| Masa-Aki N. Emesiochel    | 2.489 | 27.95 |          |
| Temmy L. Shmull           | 2.437 | 27.36 |          |
| Steven Kanai              | 2.315 | 25.99 |          |
| Santy S. Asanuma          | 2.208 | 24.79 |          |
| Dilmei Olkeriil           | 2.188 | 24.57 |          |
| Joan Hinang Demei         | 2.114 | 23.74 |          |
| Elbuchel Sadang           | 1.977 | 22.20 |          |
| Haruo Ngiraked Willter    | 1.851 | 20.78 |          |
| Fritz Koshiba             | 1.816 | 20.39 |          |
| Jennifer Y. Sugiyama-Yano | 1.789 | 20.09 |          |
| Jeff Ngirarsaol           | 1.618 | 18.17 |          |
| Roman Yano                | 1.615 | 18.13 |          |
| Tadashi Sakuma            | 1.591 | 17.86 |          |
| Otoichi Besebes           | 1.568 | 17.61 |          |
| Mario Katosang            | 1.530 | 17.18 |          |
| Tadao Ngotel              | 1.511 | 16.96 |          |
| Ernest Ongidobel          | 1.383 | 15.53 |          |
| Masayuki Adelbai          | 1.308 | 14.69 |          |
| Dwight G. Alexander       | 1.218 | 13.67 |          |
| Lorenza Olkeriil          | 1.008 | 11.32 |          |
| Gale N. Ngirmidol         | 966   | 10.84 |          |
| J. Risong Tarkong         | 880   | 9.88  |          |
| Gillian Johannes          | 741   | 8.32  |          |
| Elia Tulop                | 717   | 8.05  |          |
| Ngirataoch Nick Ngwal     | 602   | 6.76  |          |
| James Unique Orak         | 434   | 4.38  |          |
| Martin N. Renguul         | 190   | 2.13  |          |